# آدلاید ایمز
آدلاید ایمز (انگلیسی: Adelaide Ames؛ ۳ ژوئن ۱۹۰۰ – ۲۶ ژوئن ۱۹۳۲) یک ستاره‌شناس آمریکایی و دستیار پژوهشی در دانشگاه هاروارد بود. او بیشتر به دلیل کارش بر روی بررسی‌های دقیق از درخشان‌ترین سحابی‌های مارپیچی فرا کهکشانی شناخته می‌شود. او با تألیف مشترک خود به نام «بررسی کهکشان‌های بیرونی روشن‌تر از قدر سیزدهم»، که بعداً به عنوان کاتالوگ شیپلی-ایمز شناخته شد، به مطالعه کهکشان‌ها کمک به سزایی کرد. ایمز یکی از اعضای جامعه اخترشناسی آمریکا بود. او هم عصر با سیسیلیا پین-گاپوشکین و نزدیکترین دوست او در رصدخانه بود. ایمز در سال ۱۹۳۲ در یک حادثه قایق‌سواری در دریاچه اسکوام به همراه یکی از دوستانش درگذشت، درست در همان سالی که کاتالوگ شیپلی-ایمز منتشر شد. پیکر او در گورستان ملی آرلینگتون به خاک سپرده شده است.

## زندگی‌نامه
ایمز از سال ۱۹۱۸ تا ۱۹۲۲ در کالج واسار تحصیل کرد، سپس در کالج رادکلیف ادامه تحصیل داد، جایی که اخیراً یک برنامه فارغ‌التحصیلی در رشته نجوم ایجاد شده بود. زمانی که در کالج بود، آرزو داشت که روزنامه‌نگار شود و علاوه بر شرکت در کلاس‌های نجوم، برای مطبوعات محلی گزارش تهیه می‌کرد. ایمز در ژانویه ۱۹۲۳ اولین دانشجوی فارغ‌التحصیل رصدخانه کالج هاروارد در رشته نجوم شد. ایمز در سال ۱۹۲۴ به عنوان اولین زن با مدرک ام‌ای در رشته نجوم از رادکلیف فارغ‌التحصیل شد. ایمز یکی از اعضای جامعه اخترشناسی آمریکا بود و در سال ۱۹۲۸ به عضویت کمیته بین‌المللی سحابی‌ها و خوشه‌ها انتخاب شد. او نماینده کنگره اتحادیه بین‌المللی نجوم (IAU) در لیدن، هلند در سال ۱۹۲۸ بود و دبیر کمیته سازماندهی کنگره بعدی اتحادیه بین‌المللی نجوم بود که در سال ۱۹۳۲ در هاروارد برگزار شد. او در ابتدا قصد داشت روزنامه‌نگار شود، اما هیچ کاری در آن منطقه پیدا نکرد و در عوض شغلی به عنوان دستیار پژوهشی در رصدخانه کالج هاروارد (HCO) پذیرفت، شغلی که تا زمان مرگ زودهنگام او در سن ۳۲ سالگی بر اثر یک حادثه قایقرانی در دریاچه اسکوام ادامه داشت. تمرکز او بر فهرست‌نویسی کهکشان‌های صورت فلکی خوشه گیسو و سنبله بود. در سال ۱۹۳۱، کاتالوگ تمام شده شامل نزدیک به ۲۸۰۰ شی بود. این باعث عضویت او در کمیسیون سحابی‌ها و خوشه‌های ستاره‌ای شد.
در ۲۶ ژوئن ۱۹۳۲، هنگامی که ایمز در حال گذراندن تعطیلات در دریاچه اسکوام بود و با یکی از دوستانش در دریاچه در حال گشت و گذار با قایق بودند قایقشان واژگون شد. از همان ابتدا فرض بر این بود که او غرق شده است و نهایتاً جسد او پس از ده روز جستجو در ۵ ژوئیه ۱۹۳۲ پیدا شد. او در سن ۳۲ سالگی درگذشت و بعداً در گورستان ملی آرلینگتون به خاک سپرده شد.

## خانواده
پدر آدلاید که تی ال ایمز نام داشت به عنوان سرهنگ در ارتش ایالات متحده خدمت می‌کرد. مادرش مارگتا ناتالین کلتون ایمز بود. آنها توسط دوستانشان به عنوان والدینی فداکار و ستایشگر توصیف شدند، زیرا ایمز هیچ خواهر و برادری نداشت. ایمز اغلب به همراه والدینش به پایگاه‌های ارتش مستقر در سراسر جهان سفر می‌کرد و مدتی را در فیلیپین و واشینگتن دی سی زندگی می‌کرد.